# Breznița-Ocol
Breznița-Ocol – wieś w Rumunii, w okręgu Mehedinți, w gminie Breznița-Ocol. W 2011 roku liczyła 1716 mieszkańców.